# Sphaerodactylus difficilis
Sphaerodactylus difficilis — вид геконоподібних ящірок родини Sphaerodactylidae. Мешкає на Гаїті.

## Підвиди
Виділяють сім підвидів:
- Sphaerodactylus difficilis anthracomus Schwartz, 1983 — східне узбережжя півострова Бараона;
- Sphaerodactylus difficilis difficilis Barbour, 1914 — північ Домініканської Республіки;
- Sphaerodactylus difficilis diolenius Schwartz, 1983 — південь і схід Домініканської Республіки, острів Паскаль в затоці Самана[en];
- Sphaerodactylus difficilis euopter Schwartz, 1983 — острів Тортуга;
- Sphaerodactylus difficilis lycauges Schwartz, 1983 — північ Гаїті;
- Sphaerodactylus difficilis peratus Schwartz, 1983 — крайній північний схід Домініканської Республіки, за винятком півострова Самана[en];
- Sphaerodactylus difficilis typhlopous Schwartz, 1983 — північний захід Домініканської Республіки.

## Поширення і екологія
Sphaerodactylus difficilis мешкають в Гаїті і Домініканській Республіці. Вони живуть в прибережних і мангрових заростях, на піщаних пляжах, в сухих чагарникових і кактусових заростях, на плантаціях какао, в садах, поблизу людських поселень. Зустрічаються на висоті до 600 м над рівнем моря.